# Восточная Батха
Восточная Батха (араб. البطحة الشرقية‎, фр. Batha Est) — один из трёх департаментов административного региона Батха в республике Чад. Административный центр департамента — город Ум-Хаджер.

## Население
По данным переписи населения, в 2009 году в департаменте проживали 180 343 человек (83 657 мужчин и 96686 женщин).

## Административное деление
Департамент Восточная Батха включает в себя 4 подпрефектуры:
- Ум-Хаджер (фр. Oum Hadjer)
- Ассинет (фр. Assinet)
- Харазе Джомбо Кибет (фр. Haraze Djombo Kibet)
- Ам Сак (фр. Am Sack)

## Префекты
Префекты Восточной Батхи (с 2002 года):
- С 9 октября 2008 года: фр. Deoumoundou Dingamtoudji[2]

- С 3 февраля 2010 года: Махамат Сеид Хаггар (фр. Mahamat Seid Haggar)